# Viggo Ullmann
Johan Christian Viggo Ullmann, född den 21 december 1848 i Kristiania (nuvarande Oslo), död den 30 augusti 1910 i Skien, var en norsk politiker. Han var bror till Ragna Nielsen och farfars far till Liv Ullmann.
Ullmann blev 1872 filosofie kandidat och 1873 föreståndare för en folkhögskola, sedan 1884 förlagd till hans gård Utgarden i Seljord, Telemarken, och 1902 utnämndes han till amtman i Bratsberg amt. Omkring 1880 kastade han sig in i den politiska striden som agitator för radikala åsikter och Norges nationella krav samt var en av vänsterns mest använda folktalare. 
Åren 1885-1900 satt Viggo Ullmann  i stortinget, där han var 1886–1891 ledamot av kyrkoutskottet, 1892–1900 ordförande i budgetsutskottet samt 1892–1894 och 1898–1900 president. Han var också, sedan 1890, ordförande i stortingets fredsförening. 
Ullmann författade bland annat Foredrag over Israels historie (1889) och i grundtvigiansk anda Haandbog i verdenshistorien til brug for seminarier og ungdomsskoler samt til selvstudium (4 delar, 1897–1909, omfattande tiden till 1870) och verkställde åtskilliga översättningar, bland annat av Henry Georges "Fremskridt og fattigdom" (1885–1886). 